# Weet je 't al van Schellevis-Mie?

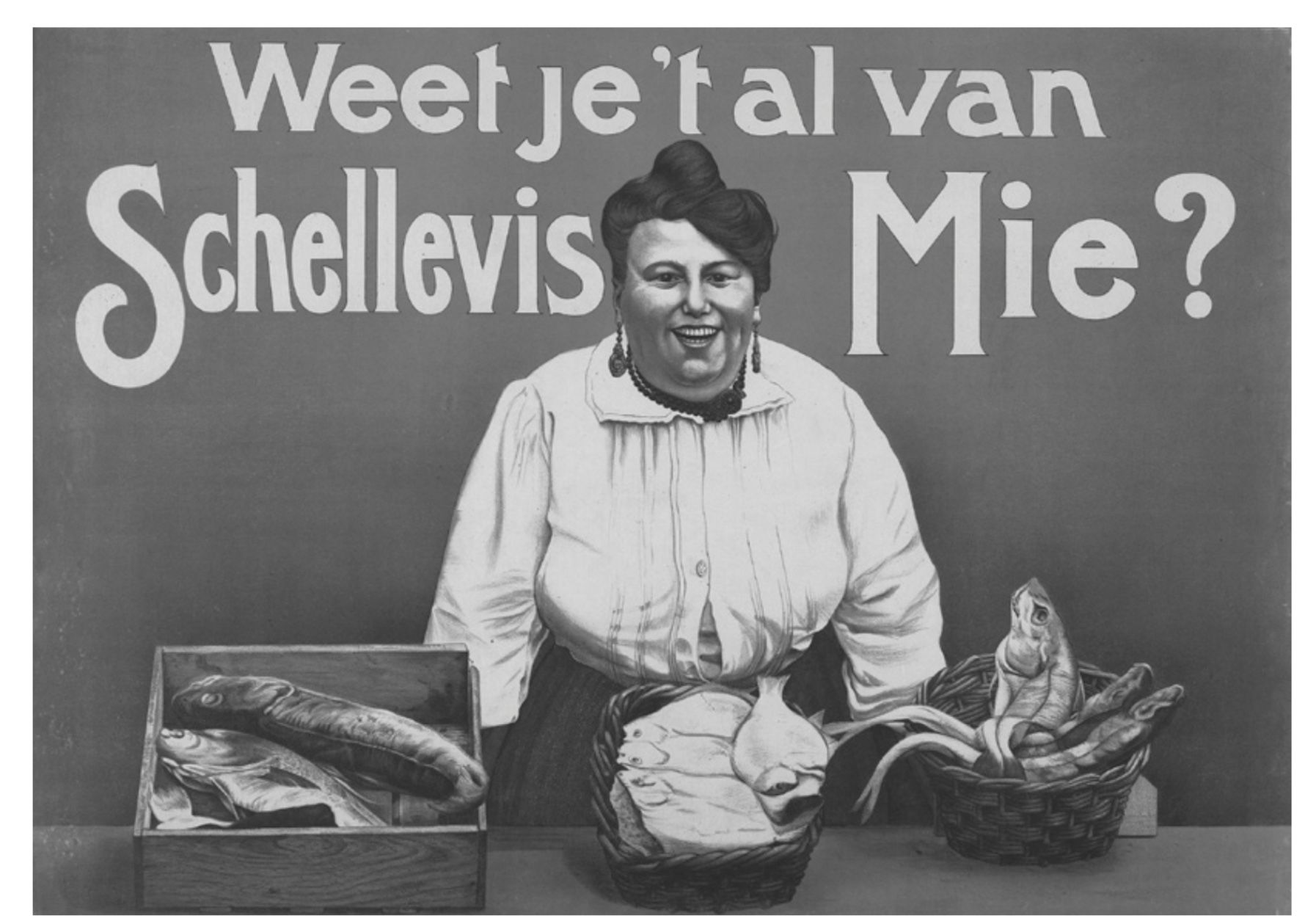
Advertentie met de Nederlandse komiek Lion Solser in zijn laatste rol.

Weet je 't al van Schellevis-Mie?   
was een Nederlands komisch toneelstuk uit 1915 door Solser en Hesse. Het was een “Nieuwe Amsterdamsche schets” in drie bedrijven van Tony Schmitz.
De eerste aankondigingen in de Nederlandse pers kwamen in december 1914. Voor het duo werd het de opvolger van Kom j'ook op de bruiloft van Mietje?  De eerste voorstellingen vonden plaats in het Nederlandsch Panopticum (Centraal Theater) in de Amstelstraat in Amsterdam. Het is opgebouwd uit drie bedrijven (1: Op de schuit, 2: Op de Keizersgracht bij Schellevis-Mie en 3: Op de vischmarkt)  Lion Solser speelde (de vrouwenrol) Schellevis-Mie, Piet Hesse speelde Kees, haar man. 
De komedie speelt zich af in de Jordaan in de wereld van vismarkten gecombineerd met drank. De man van visvrouw/viswijf Schellevis-Mie heeft (vermoedelijk) 100.000 gulden gewonnen in de loterij; zijn vrouw gaat direct naast haar schoenen lopen en schaft een (te) dure modieuze jurk aan als ook een deftiger taalgebruik (verwijzing naar de Keizersgracht). Dat rijke leven brengt echter geen geluk, waardoor het echtpaar in het derde bedrijf weer op de vismarkt staat. 
De recensent van het Algemeen Handelsblad constateerde in januari 1915, dat met name de rol van Schellevis-Mie ‘te grof’ was voor een vrouw.  Lion Solser raakte in 1915 zwaar overspannen, waarbij hij zich regelmatig moest laten vervangen door zijn zus Adriënne Solser. Hij had zich enigszins vertild aan het opzetten van de mise-en-scene, de minutieuze regie en de hoofdrol. Hij was dermate overspannen dat hij soms tijdens de toneeluitvoeringen zomaar tegen het publiek begon te schreeuwen. Op 3 augustus 1915 pleegde Solser zelfmoord. Na enige aarzeling nam de vrouw van Piet Hesse, Anna Slauderof, de rol van visvrouw op zich.  Vanaf 25 september 1915 speelde zij de hoofdrol. Ondanks het overlijden van een van de hoofdrolspelers trok de komedie naar de theaters in het land. 
Het toneelstuk bleef tot in de jaren twintig uitgevoerd worden, in die periode viel ook het dertigjarig jubileum van Slauderof (9 februari 1916, Centraal Theater Amsterdam), die niet zelden gecomplimenteerd werd met haar rol, juist vanuit de visvrouwen.   Na de jaren twintig verdween het stuk na talloze uitvoeringen van de planken. Het werd nog even aangehaald bij het overlijden van Anna Hesse-Slauderof (1932).

## Rolverdeling
- Schelvis Mie: Lion Solser / Anna Slauderof
- Kees, haar man: Piet Hesse
- Neel, hun dochter: Anna van der Lugt
- Aal Brommer: Adrienne Willemsens
- Nelis van Otteren: Willem Kremer
- Trui van Otteren, zijn vrouw: Christine Heuckeroth
- Dirk van Otteren, hun zoon - verloofde van Neel: Dirk Janse, Henri Stroethoff
- Van Dalen/Jean: Jan Ketting
- Een brigadegeneraal / Nurkman, kleermaker / Een arme jongen: Ko Arnoldi
- Huipie, hobbeljongen: Johan Overbecke
- De Rooie / Bram, loterijman: Neddy Bamberg
- De Coupeur: August Kiehl
- Steenhuizen / Een geitenhandelaar / Een visdrager / Politieagent: Carl Kühn
- Een visvrouw: Corrie Pinksen
- Een marktbezoeker: mevrouw Rigo